# Miguelito
Pour les articles homonymes, voir Simões (homonymie) et Aguiar.
José Miguel Organista de Simões Aguiar, plus connu sous le surnom de Miguelito, est un footballeur portugais né le 4 février 1981 à Póvoa de Varzim. Il évolue au poste d'arrière gauche.

## Biographie
Miguelito est formé au Rio Ave, club où il reste de nombreuses saisons.
Par la suite, il joue notamment en faveur du CD Nacional et du CS Marítimo.
Miguelito possède 5 sélections en équipe du Portugal des moins de 21 ans.
Son frère, Sérgio Organista, est également footballeur professionnel, mais avec toutefois sensiblement moins de succès.